# وندنمدو
وندنمدو (به انگلیسی: Vandanmedu) یک روستا در هند است که در Idukki district واقع شده‌است.

## خصوصیات
وندنمدو ۱۰۰۰۰ نفر جمعیت دارد.